# Timo Konietzka
Friedhelm "Timo" Konietzka, född 2 augusti 1938 i Lünen i Nordrhein-Westfalen, död 12 mars 2012 i Brunnen i Schwyz, var en tysk fotbollsspelare (anfallare) och tränare.

## Karriär
Timo Konietzka kom till Borussia Dortmund som 20-åring. Han spelade totalt 100 matcher i Bundesliga och gjorde 72 mål (för Dortmund och 1860 München). Mellan 1964 och 1966 kom han tvåa i skytteligan. Tim Konietzka spelade även 9 landskamper på vilka han gjorde tre mål för Tyskland. 
Timo Konietzka gjorde det första målet någonsin i fotbollens Bundesliga när hans Borussia Dortmund mötte Werder Bremen på bortaplan. Konietzkas mål hjälpte inte då Dortmund förlorade premiären med 2-3.
Under Konietzkas managerkarriär tränade han bland annat Borussia Dortmund, Bayer Uerdingen, FC Zürich, Young Boys och Grasshopper. Han var med och tog FC Zürich till tre raka ligaguld 1974–1976 och nådde dessutom semifinal i Europacupen 1976/1977, där man slogs ut av Liverpool. Under tiden i Young Boys förde han klubben till två finaler i Schweiziska cupen mellan 1978 och 1980.  

## Meriter

### Som spelare
Borussia Dortmund
- Tysk mästare 1963
- Tysk cupvinnare 1965

1860 München
- Tysk mästare 1966

### Som tränare
FC Zürich
- Schweizisk ligamästare 1974, 1975 och 1976